# Les Familius
Les Familius sont une série de bande dessinée créée par le dessinateur Nicolas Doucet et publiée aux éditions Artège.

## Présentation
Les albums mettent en scène une famille catholique composée de quatre enfants (Toinette, Oscar, Bertille et Symphorien) et de leurs parents. Il s'agit de gags d'une page, déjà publiés dans le magazine Famille chrétienne.
L'auteur, né en 1973, marié depuis 1999, vit à Dijon et est lui-même père de quatre enfants,.

## Tomes
1. Qui a fait ça ?, novembre 2009  (ISBN 978-2-916053-70-7)
2. Soyez sages, novembre 2010  (ISBN 978-2-916053-99-8)
3. Attention, enfants serviables !, octobre 2011  (ISBN 978-2-36040-045-4)
4. Recettes de famille, novembre 2012  (ISBN 978-2-36040-104-8)
5. Des ho ! et des bas !, mai 2013  (ISBN 978-2360402298)
6. Pour le meilleur et pour le père, juin 2014  (ISBN 978-2-36040-245-8)
7. Chaud devant !, octobre 2015  (ISBN 979-1-0949-9803-8)
8. Restons calmes !, octobre 2016  (ISBN 979-1-09-499833-5)
9. Tous au lit !, octobre 2017  (ISBN 978-2-2680-9684-1)
10. Tous en cœur !, octobre 2018  (ISBN 979-10-94998-80-9)
11. La flemme et les enfants d'abord !, octobre 2019  (ISBN 979-10-94998-86-1)
12. Parés à ranger !, octobre 2020  (ISBN 979-10-94998-93-9)
13. L'union fait la farce, octobre 2021  (ISBN 978-2-4925-4730-0)
14. La course ou la vie !, octobre 2022  (ISBN 978-2-4925-4788-1)
15. Comme une image, octobre 2023  (ISBN 978-2-38488-037-9)